# حارة وادي البلس (صنعاء همدان)

تعديل مصدري - تعديل

حارة وادي البلس هي إحدى حارات حي محجر الوادي بضواحي صنعاء مديرية همدان، بلغ تعداد سكانها 65 نسمة حسب تعداد اليمن لعام 2004.